# Meshattbäcken
Meshattbäcken är ett naturreservat i Nora kommun i Örebro län.
Området är naturskyddat sedan 2016 och är 65 hektar stort. Reservatet omfattar bäcken som efter restaurering kommer bli en värdefull livsmiljö för flodpärlmussla och öring.